# البحر من ورائكم (فلم)
البحر من ورائكم (بالإنجليزية: The Sea Is Behind) هو فيلم دراما مغربي صدر سنة 2014، من كتابة وإخراج هشام العسري. الفيلم من بطولة مالك أخميس، الذي يجسد دور طارق، رجل عاجز عن الانتقام لمقتل أطفاله وفقدان زوجته، يمارس مهنته في الرقص على عربة والده، ويحاول أن ينقذ نفسه من الجنون في وسط لايمده سوى بالإحباط. عُرض الفيلم في قسم البانوراما بالدورة 65 لمهرجان برلين السينمائي الدولي. وقد ترشح لجائزة المهر العربي في مهرجان دبي السينمائي الدولي 2014.

## القصة
في عالم اختفت عنه الألوان، يعيش طارق اليائس والمحبط والذي يهوى الرقص، ليستغل والده حبه لهذه الهواية ويدفعه للرقص بأزياء النساء على ظهر عربة يجرها حصان في الحفلات الشعبية، ليصبح طارق في نظر الناس شاذ جنسي ما يجعله يتعرض للمضايقات، مع بداية الأحداث يتعرض طارق لعنف غير مبرر، فيجلس في المقهى وهو ينزف، ليختلط دمه مع فنجان الحليب، ثم يتم اعتقاله بتهمة الشذوذ، ليبدأ الاستنطاق والتعذيب بالكلام والتلميح الجارح. ورغم إنكاره للتهم الجاهزة فإن الدلائل والقرائن تقف جميعها منتصبة أمامه ووراءه، لماذا يضع ماكياجًا نسائيًا ؟ لماذا  يرقص كامرأة أمام الجموع الهائجة فوق عربة يجرها حصان، هذا الحصان الذي أصبح مقبلًا على الموت لكبر سنه فلم يعد يقوم بعمله في جر العربة، الأمر الذي يجعل والد طارق حزينًا ودائم البكاء.
يشعر طارق أنه حبيس ماضيه وحاضره وربما مستقبله، حبيس وطن لا يرحم، حيث الآلة القمعية البوليسية التي تمارس هوايتها المفضلة بتعذيب الجسد، وقبل ذلك إدخال الروح والإحساس في نيران الإهانة. وحده الشرطي الذي قتل أبناءه وتزوج بزوجته عنوة، يتعاطف معه، لأنه يعرف أن طارق رجل وليس شاذًا، لكن لا يستطيع مساعدته، يكتفي بمواساته ومحاولة مسح دموعه، فعلى الرغم من جبروته وسطوته واضطهاده لعشاق البحر والخلاء، إلا أنه  مغلوب على أمره، يحس بالضعف والهوان وينهار كأي إنسان بسيط لا سلطة له، لنفهم مع تقدم الأحداث أنه ضحية لنظام قمعي أجوف، نظام يصنع آلات قاتلة على الرغم منها، آلات تحمل آلامها وتتعذب أكثر من عذاب الضحايا.
يصارع طارق نفسه للانتقام من هذا الشرطي الذي تسبب في تدمير حياته فحمل المسدس وصوبه نحوه لكن الإصبع لم يستطع الضغط على الزناد. ثم يعود طارق إلى الفضاء الذي يعيش فيه حيث يعيش معه أشخاص يتحركون لكنهم ميتون في هذا الفضاء الملون بالأسود والأبيض.
مع موت صديقه المقرب وحصان والده في يوم واحد، يدرك طارق أن عالمه لن تعود إليه الألوان، إلا إذا اتخذ خطوة جريئة، فقرر ولأول مرة أن يعطي ظهره للعالم ويستقبل بوجهه البحر، مقتديًا بفاتح الأندلس طارق بن زياد، وليلحق بأولاده الذين ماتوا غرقًا من قبل، عندها فقط بدأ عالم طارق يستعيد ألوانه.

## طاقم التمثيل
- مالك أخميس بدور طارق
- حسن بديدة بدور داوود
- صالح بن صالح بدور لطفي
- ياسين السكال بدور ميخي
- عادل العسري بدور عادل
- محمد أوراغ بدور مراد
- فيروز عميري بدور دالندا
- حنان زهدي بدور غيثة
- زينب السمايكي بدور والدة مراد
- نجاة خير الله بدور البيطرية
- طارق سعد الله بدور المقدم
- نور الدين التوامي بدور طارق بن زياد
- حميد نجاح بدور الشبح
- محمد نعيمان بدور تاجر المخدرات
- مولاي حسن العلوي بدور السكير
- ابتسام العروسي مترجمة التاجر
- محمد قطيب بدور المنتحر
- يونس شارة بدور شقيق المتحجبة
- زوبير أبو الفضل بدور الطفل
- عماد فيجاج بدور الخليجي
- مصطفى الهواري بدور الجزار
- محمد العسري بدور الجار القديم

## الجوائز
فاز الفيلم بجائزة الجمهور للفيلم الروائي الطويل في الدورة الخامسة من مهرجان الفيلم العربي–أفلام الجنوب التي اختتمت فعالياتها في العاصمة البلجيكية بروكسل يوم الأحد 4 أكتوبر 2015.

## روابط خارجية
- مقالات تستعمل روابط فنية بلا صلة مع ويكي بيانات
- الفيلم على موقع السينما.كوم